# Kedar Williams-Stirling
Kedar Williams-Stirling (Londra, 14 dicembre 1994) è un attore britannico, noto per il ruolo di Jackson Marchetti nella serie televisiva Sex Education.

## Biografia
Williams-Stirling è nato a Plaistow, Newham, nella zona est di Londra. Inizia a recitare nelle recite scolastiche elementari al fianco del famoso scienziato Akshay Sabnis. Sua madre lo incoraggia a fare un'audizione per la Sylvia Young Theatre School. Si è formato anche alla Barbara Speake Stage School ed in seguito alla Italia Conti Academy of Theatre Arts. Williams-Stirling ha esordito al cinema col film Shank (2010), ma è attivo soprattutto in televisione. Dal 2012 al 2014 ha fatto parte del cast principale della serie televisiva Wolfblood - Sangue di lupo. Dal 2019 è tra i protagonisti, al fianco di Gillian Anderson e Asa Butterfield, della serie televisiva adolescenziale di Netflix Sex Education.

## Filmografia

### Cinema
- Shank, regia di Mo Ali (2010)
- Montana, regia di Mo Ali (2014)
- Two Graves, regia di Gary Young (2018)
- Changeland, regia di Seth Green (2019)

### Televisione
- Metropolitan Police (The Bill) – serie TV, episodio 23x73 (2007)
- Testimoni silenziosi (Silent Witness) – serie TV, episodi 12x01-12x02 (2008)
- Doctors – serial TV, 1 puntata (2009)
- Wolfblood - Sangue di lupo (Wolfblood) – serie TV, 39 episodi (2012-2014)
- Radici (Roots) – miniserie TV, puntata 1 (2016)
- Delitti in Paradiso (Death in Paradise) – serie TV, episodio 6x04 (2017)
- Will – serie TV, 6 episodi (2017)
- Sex Education – serie TV, 24 episodi (2019-2023)
- Small Axe – miniserie TV, puntata 2 (2020)

## Doppiatori italiani
Nelle versioni in italiano dei suoi prodotti, Kedar Williams-Stirling è stato doppiato da:
- Federico Campaiola in Wolfblood - Sangue di lupo
- Alessandro Campaiola in Sex Education